# 现任青海省地级行政区行政长官列表

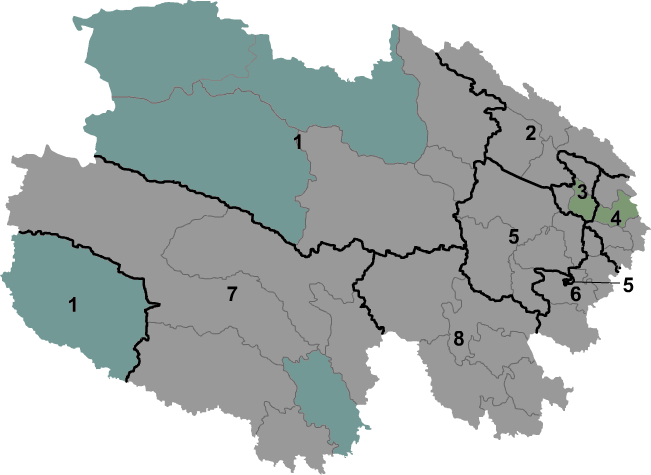
以青海省地級行政區來劃分，
具體請見：「青海省」條目，
「行政區劃」章節

本列表列出中華人民共和國青海省8個地級行政區的現任人民政府行政长官。該省的2个地级市的人民政府市長与6个自治州的人民政府州长均由唯一執政黨中國共產黨的黨員出任，是該市（州）政治建制內，僅次於中共該市（州）委員會書記的「二把手」，而且此職由該市（州）黨委排名第一的副書記擔任成了一種趨勢。
現任地級行政區行政首長之中，有6位是少数民族，其中5位是藏族，1位是蒙古族；有1位是女性，即海西州人民政府州长乔亚群；任职时间最长的是海东市人民政府市长王华杰，自2021年4月21日起任职，迄今3年10个月；任职时间最短的是海北州人民政府州长张胜源，自2023年2月9日起任职，迄今2年1个月。

## 地級市人民政府市長
| 地級市人民政府 （历任市长） | 市长   | 上任日期 （任职时间）       | 出生年月           | 信息源 |
| --------------------------- | ------ | --------------------------- | ------------------ | ------ |
| 西宁市人民政府 （市长列表） | 石建平 | 2023年2月1日 （2年1个月）   | 1973年9月 （51歲） | [ 1 ]  |
| 海东市人民政府 （市长列表） | 王华杰 | 2021年4月21日 （3年10个月） | 1976年4月 （48歲） | [ 2 ]  |

## 自治州人民政府州長
| 自治州人民政府 （历任州长） | 州长                  | 上任日期 （任职时间）       | 出生年月            | 信息源 |
| --------------------------- | --------------------- | --------------------------- | ------------------- | ------ |
| 海北州人民政府 （州长列表） | 张胜源 （藏族）       | 2023年2月9日 （2年1个月）   | 1972年4月 （52歲）  | [ 3 ]  |
| 黄南州人民政府 （州长列表） | 扎西才让 （藏族）     | 2021年5月13日 （3年10个月） | 1966年9月 （58歲）  | [ 4 ]  |
| 海南州人民政府 （州长列表） | 尕玛朋措 （藏族）     | 2021年4月30日 （3年10个月） | 1968年11月 （56歲） | [ 5 ]  |
| 果洛州人民政府 （州长列表） | 叶万彬 （藏族）       | 2021年4月29日 （3年10个月） | 1977年5月 （47歲）  | [ 6 ]  |
| 玉树州人民政府 （州长列表） | 索南丹增 （藏族）     | 2021年4月26日 （3年10个月） | 1971年9月 （53歲）  | [ 7 ]  |
| 海西州人民政府 （州长列表） | 乔亚群 （女，蒙古族） | 2021年7月19日 （3年7个月）  | 1972年9月 （52歲）  | [ 8 ]  |